# سیاره زهره در ادبیات داستانی

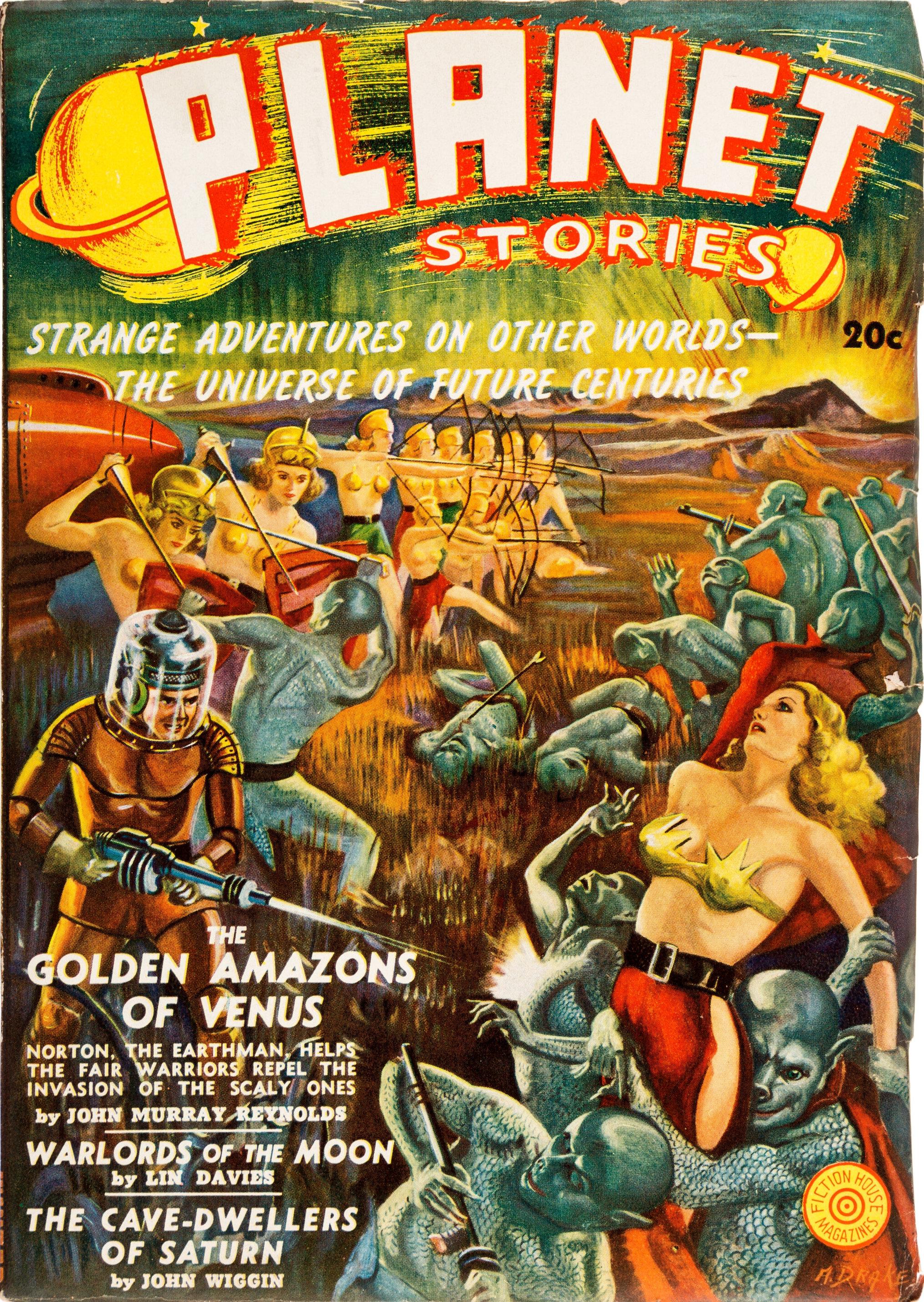
زهره در بسیاری از داستان‌های علمی تخیلی عامه‌پسند ظاهر می‌شود. در اینجا جلد مجله Planet Stories مربوط به زمستان ۱۹۳۹ را می‌بینید که عبارت «آمازون‌های طلایی زهره» روی آن چاپ شده است.

سیاره زهره (ناهید / Venus) از پیش از قرن نوزدهم به‌عنوان زمینه‌ای برای داستان‌های علمی تخیلی مورد استفاده قرار گرفته است. پوشش ابری ضخیم آن، به نویسندگان علمی‌تخیلی اجازه می‌داد تا آزادانه درباره شرایط سطح این سیاره خیال‌پردازی کنند — به‌قول نویسنده علمی‌تخیلی، «استیون ال. گیلت»، زهره یک «تست رورشاخ کیهانی» بود. ناهید اغلب به‌عنوان سیاره‌ای گرم‌تر از زمین اما همچنان قابل سکونت برای انسان‌ها تصویر می‌شد. در داستان‌های علمی‌تخیلی عامه‌پسند، به‌ویژه در دهه‌های ۱۹۳۰ تا ۱۹۵۰، زهره اغلب به‌صورت بهشتی سرسبز، سیاره‌ای پوشیده از اقیانوس، یا باتلاقی بدبو و پر از هیولاهای شبیه دایناسور ترسیم می‌شد. برخی داستان‌ها نیز آن را بیابانی یا با مناظری عجیب و غریب به تصویر می‌کشیدند. فقدان یک تصویر مشترک از این سیاره باعث شد تا بر خلاف مریخ، زهره هرگز دارای اسطوره‌شناسی تخیلی منسجمی در ادبیات علمی‌تخیلی نشود.
در آثاری که به ساکنان بومی و هوشمند زهره (ونوسی‌ها) اشاره شده، آن‌ها اغلب موجوداتی لطیف، اثیری و زیبا توصیف می‌شوند. ارتباط نام این سیاره با الهه رومی «ونوس» و مفهوم کلی زنانه بودن، در بسیاری از این آثار بازتاب یافته است. جوامع ونوسی در این داستان‌ها گاه بسیار پیشرفته و گاه بدوی تصویر شده‌اند، و نوع نظام حکومتی آن‌ها نیز بسیار متنوع است. در کنار داستان‌هایی که انسان‌ها به زهره سفر می‌کنند، برخی روایت‌ها نیز حضور ونوسی‌ها در زمین را به تصویر می‌کشند — معمولاً با هدف آگاه‌سازی بشریت، هرچند گاهی نیز با نیت جنگ و تجاوز.
از اواسط قرن بیستم، با آشکار شدن واقعیت شرایط سخت و خشن سطح سیارهٔ زهره، کلیشه‌های قدیمی ماجراجویی در جنگل‌های گرمسیری زهره تا حد زیادی کنار گذاشته شدند و جای خود را به داستان‌هایی واقع‌گرایانه‌تر دادند. از آن پس، زهره بیشتر به‌عنوان جهنمی سمی و غیرقابل‌سکونت تصویر شد و تمرکز روایت‌ها به سوی موضوعاتی چون استعمار و زمین‌سازی این سیاره تغییر یافت. با این حال، تصویر نوستالژیک زهرهٔ گرمسیری هنوز گهگاه در داستان‌های عمداً رترو یا کلاسیک‌گرا بازآفرینی می‌شود.

## آثار ادبی اولیه
A clement twilight zone on a synchronously rotating Mercury, a swamp-and-jungle Venus, and a canal-infested Mars, while all classic science-fiction devices, are all, in fact, based upon earlier misapprehensions by planetary scientists.

Carl Sagan, 1978
نخستین استفاده از سیارهٔ زهره به‌عنوان محل اصلی وقوع داستان در یک اثر داستانی، در کتاب «سفر به زهره» (Voyage à Venus) نوشتهٔ آشیل ایرو (Achille Eyraud) در سال ۱۸۶۵ صورت گرفت. هرچند پیش از آن نیز زهره در آثاری که به توصیف مکان‌هایی در سراسر منظومه شمسی می‌پرداختند، ظاهر شده بود؛ آثاری مانند Itinerarium Exstaticum (۱۶۵۶) نوشتهٔ آتاناسیوس کیرشر و «زمین‌ها در منظومهٔ شمسی ما» (The Earths in Our Solar System، ۱۷۵۸) نوشتهٔ امانوئل سوئدنبوری.
گری وستفیل، پژوهشگر ادبیات علمی‌تخیلی، اشاره به «ستاره بامدادی» در اثر «تاریخ راستین» (True History) نوشتهٔ لوسیان از ساموساتا در سدهٔ دوم میلادی را نخستین ظهور زهره — یا هر سیارهٔ دیگری — در ژانر علمی‌تخیلی می‌داند.
سیارهٔ ناهید دارای لایه‌ای ضخیم از ابرهاست که مشاهدهٔ سطح آن را با تلسکوپ غیرممکن می‌سازد. این موضوع به نویسندگان اجازه داد تا آزادانه هر نوع دنیایی را در زیر این ابرها تصور کنند؛ تا زمانی که کاوشگرهای فضایی در دههٔ ۱۹۶۰ شرایط واقعی سطح زهره را آشکار کردند. استفن ال. گیلت این وضعیت را «تست رورشاخ کیهانی» توصیف کرده است.
به همین دلیل، زهره به یکی از مکان‌های محبوب در داستان‌های علمی‌تخیلی اولیه تبدیل شد؛ اما همین انعطاف‌پذیری باعث شد که مانند مریخ، تصویری منسجم و ماندگار در ادبیات داستانی پیدا نکند. مریخ، با تصویر معروفش از کانال‌های مریخی و تمدنی که آن‌ها را ساخته است — که توسط پرسیوال لاول در حوالی آغاز قرن بیستم مطرح شد — در تخیل عمومی جا افتاد، اما زهره هیچ‌گاه به آن سطح از محبوبیت نرسید.

در این‌باره، گری وستفیل می‌نویسد که در حالی که مریخ دارای مجموعه‌ای مشخص از آثار شاخص مانند «جنگ دنیاها» (۱۸۹۷) نوشتهٔ اچ. جی. ولز و «حکایت‌های مریخ» (۱۹۵۰) نوشتهٔ ری بردبری است، زهره از داشتن چنین مجموعه‌ای کلاسیک و تاثیرگذار در ادبیات علمی‌تخیلی محروم مانده است.
یکی از تصویرسازی‌های متعدد دربارهٔ زهره، تصور سیاره‌ای بود که قفل گرانشی شده و نیمی از آن همواره در معرض خورشید و نیمهٔ دیگرش در تاریکی ابدی قرار دارد — همان‌طور که در آن زمان به‌طور گسترده دربارهٔ سیارهٔ عطارد باور داشتند. این ایده نخستین‌بار در سال ۱۸۸۰ توسط ستاره‌شناس ایتالیایی، جیووانی شیپارلی، مطرح شد و در آثاری چون «کلمبوس فضا» نوشتهٔ گرت پی. سرویس (۱۹۰۹) و «میان جهان‌ها» نوشتهٔ گرت اسمیت (۱۹۱۹) نیز به کار رفت.
یکی از فرض‌های رایج آن دوران این بود که ابرهای زهره از جنس آب هستند، درست مانند ابرهای زمین؛ بنابراین اغلب زهره به‌عنوان سیاره‌ای با آب‌وهوایی مرطوب به تصویر کشیده می‌شد. این تصویرسازی‌ها گاهی شامل اقیانوس‌های وسیع بودند، اما بیشتر اوقات زهره به‌صورت سیاره‌ای پوشیده از باتلاق‌ها و/یا جنگل‌های انبوه به نمایش درمی‌آمد.
ایدهٔ تأثیرگذار دیگر، نسخهٔ اولیه‌ای از فرضیهٔ سحابی دربارهٔ شکل‌گیری منظومه شمسی بود که بر پایهٔ آن، هرچه سیاره‌ای از خورشید دورتر باشد، سن بیشتری دارد؛ از این‌رو زهره باید جوان‌تر از زمین باشد و ممکن است شبیه دوران‌های اولیهٔ تاریخ زمین، مانند دوران کربنیفر باشد.
دانشمند سوئدی، سوانته آرنیوس، در کتاب غیرداستانی خود «سرنوشت ستارگان» (۱۹۱۸)، ایدهٔ زهره‌ای پوشیده از باتلاق، با پوشش گیاهی و جانوری مشابه با زمین ماقبل تاریخ را رواج داد. در حالی که آرنیوس تصور می‌کرد که شرایط آب‌وهوایی زهره یکنواخت و بدون تغییر است و این باعث می‌شود که تنها اشکال ابتدایی حیات در آن امکان‌پذیر باشد، نویسندگان بعدی اغلب موجودات عظیم‌الجثه‌ای را نیز به داستان‌های خود از زهره افزودند.

### جنگل و مرداب
نخستین نمونه‌های روایت زهره‌ای پوشیده از باتلاق و جنگل را می‌توان در «سفر به زهره» اثر گوستاووس دبلیو. پوپ (۱۸۹۵)، «تا زهره در پنج ثانیه» نوشتهٔ فرد تی. جین (۱۸۹۷) و داستان کوتاه «زهره» از موریس بارینگ (۱۹۰۹) یافت. پس از رواج ایدهٔ باتلاق‌های زهره‌ای توسط سوانته آرنیوس، این تصویر از چشم‌انداز زهره به‌عنوان سیاره‌ای آکنده از جنگل‌ها و باتلاق‌ها به‌دفعات در آثار علمی‌تخیلی بازتولید شد.
برایان استیبلفورد در دانش‌نامهٔ «واقعیت علمی و داستان علمی» می‌نویسد که این نوع تصویرپردازی به یکی از عناصر ثابت در خیال‌پردازی‌های داستان‌های علمی‌تخیلی پالپی تبدیل شد. از جمله این آثار می‌توان به «وحشت بی‌پایان» نوشتهٔ کلارک اشتون اسمیت (۱۹۳۱) و «بخت ایگنتز» اثر لستر دل ری (۱۹۳۹) اشاره کرد که در آن‌ها موجوداتی تهدیدآمیز در اقلیم باتلاقی و جنگلی زهره به تصویر کشیده شده‌اند.
در داستان «در دیوارهای اریکس» (۱۹۳۶) نوشتهٔ اچ. پی. لاوکرافت و کنت استرلینگ نیز، زهره به‌صورت سیاره‌ای جنگلی با هزارتویی نامرئی توصیف شده است که قهرمان داستان در آن گرفتار می‌شود.

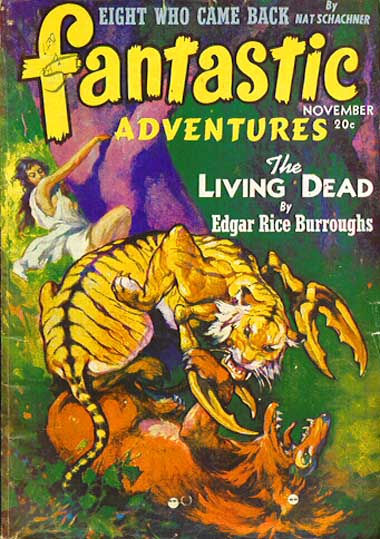
جلد کتاب ماجراهای شگفت‌انگیز ، نوامبر ۱۹۴۱، شامل داستان آمتور با عنوان «مردگان زنده» از کتاب فرار به زهره اثر باروز

در زیرشاخه‌ای از علمی‌تخیلی به نام «رمان سیاره‌ای» که در آن دوران رواج داشت، نویسندگانی چون رالف میلنی فارلی و اوتیس آدلبرت کلاین مجموعه‌هایی را در فضای زهره نوشتند؛ به‌ترتیب با آثاری چون «مرد رادیویی» (۱۹۲۴) و «سیارهٔ خطر» (۱۹۲۹). این داستان‌ها تحت تأثیر مجموعهٔ معروف «بارسوم» از ادگار رایس باروز خلق شدند که با «شاهزادهٔ مریخ» (۱۹۱۲) آغاز شده بود.
خود باروز بعدها مجموعهٔ رمان‌های زهره‌ای «آمتور» را نوشت که زهره را به‌صورت سیاره‌ای باتلاقی تصویر می‌کرد. نخستین کتاب این مجموعه، «دزدان دریایی زهره» (۱۹۳۲)، بود.
از دیگر نویسندگانی که در قالب «رمان سیاره‌ای» داستان‌هایی با محوریت زهره نوشتند می‌توان به سی. ال. مور با ماجراجویی شخصیت «نورث‌وست اسمیت» در داستان «تشنگی سیاه» (۱۹۳۴) اشاره کرد و همچنین به لی براکت با آثاری چون «ماه ناپدیدشده» (۱۹۴۸) و «افسونگر زهره» (۱۹۴۹) که در آن شخصیت معروفش، اریک جان استارک، نقش‌آفرینی می‌کند.
رابرت ای. هاین‌لاین تصویر زهره‌ای پوشیده از باتلاق را در چند داستان مستقل از یکدیگر به کار برده است؛ از جمله در داستان کوتاه «منطق امپراتوری» (۱۹۴۱)، رمان «فضانورد دانش‌آموز» (۱۹۴۸)، و «پادکِین اهل مریخ» (۱۹۶۳). در تلویزیون نیز یک قسمت از مجموعه «تام کوربت، فضانورد دانش‌آموز» (۱۹۵۵) سقوط سفینه‌ای در باتلاق‌های زهره را به تصویر می‌کشد.
ری بردبری در داستان کوتاه معروف «باران بلند» (۱۹۵۰)، زهره را سیاره‌ای با بارانی بی‌وقفه تصویر می‌کند؛ داستانی که دوبار اقتباس تصویری شد: نخست در فیلم «مرد مصور» (۱۹۶۹) و دوم در مجموعهٔ تلویزیونی «تئاتر ری بردبری» (۱۹۹۲). با این حال، نسخهٔ دوم تمامی اشاره‌ها به سیارهٔ زهره را حذف کرد، چرا که تا آن زمان دیدگاه‌های علمی دربارهٔ شرایط واقعی زهره تغییر کرده بود.
بردبری بار دیگر به این تصویر بارانی از زهره در داستان «همهٔ تابستان در یک روز» (۱۹۵۴) بازگشت؛ داستانی که در آن، خورشید تنها هر هفت سال یک‌بار از میان ابرهای غلیظ زهره قابل مشاهده است.
در ادبیات علمی‌تخیلی آلمانی نیز، مجموعهٔ رمان‌های «پری رودان» (آغاز شده از ۱۹۶۱) زهره را همچون دنیایی جنگلی توصیف می‌کنند. اما در رمان شانزدهم از مجموعه ZBV نوشتهٔ ک. ه. شیر با عنوان «گشتی در دنیای مه‌آلود (۱۹۶۳)، شخصیت اصلی با تعجب درمی‌یابد که زهره برخلاف تصورات پیشین، هیچ جنگلی ندارد؛ بازتابی از اکتشافات تازهٔ علمی دربارهٔ شرایط سخت و غیرقابل‌سکونت این سیاره.

### اقیانوس
گروهی از نویسندگان علمی‌تخیلی، زهره را سیاره‌ای تمام‌اقیانوسی (پنتالاسیک) تصور کرده‌اند؛ سیاره‌ای که سراسر آن را اقیانوسی عظیم فراگرفته و تنها چند جزیره پراکنده در آن دیده می‌شود. در آن زمان، وجود خشکی‌های پهناور ناممکن پنداشته می‌شد، چراکه باور داشتند چنین توده‌های بزرگی از زمین، جریان‌های صعودی در جو پدید می‌آوردند و لایهٔ متراکم ابرهای زهره را به‌هم می‌زدند.
از نخستین آثاری که به زهره‌ای اقیانوسی پرداخته‌اند می‌توان به داستان «زهره رهاشده» (۱۹۲۹) اثر هارل وینسنت، «زنان بالدار» (۱۹۳۰) و «در میان خلأ» (۱۹۳۱) هر دو نوشتهٔ لزلی اف. استون اشاره کرد.
در رمان «آخرین و نخستین انسان‌ها» (۱۹۳۰) اثر اولاف استیپلدن، نوادگان آیندهٔ بشر برای زیستن در زهره‌ای پوشیده از اقیانوس، به‌گونه‌ای مهندسی ژنتیکی تغییر می‌یابند. کلایفرد دی. سیماک نیز در داستان «لبهٔ ژرفا» (۱۹۴۰) داستانی از زندگی در اعماق دریاهای زهره می‌نویسد، با دزدان دریایی و بیگانگان خصمانهٔ ونوسی.
سی. اس. لوئیس در «پرلندرا» (۱۹۴۳) داستان آدم و حوا را به‌گونه‌ای بازگویی می‌کند که در باغ عدنی بر جزایر شناور اقیانوس عظیم زهره می‌گذرد. آیزاک آسیموف هم در «لاکی استار و اقیانوس‌های زهره» (۱۹۵۴) سکونت انسان‌ها در شهرهای زیرآبی زهره را تصویر می‌کند.
در داستان «سیارهٔ خواهر» (۱۹۵۹) اثر پول اندرسن، مهاجرت به زهره به‌عنوان راهی برای رفع بحران جمعیت زمین پیشنهاد می‌شود. همچنین، دو اثر معروف به نام‌های «درگیری در شب» (۱۹۴۳) و دنباله‌اش «خشم» (۱۹۴۷) نوشتهٔ مشترک سی. ال. مور و هنری کاتنر (با نام مستعار لارنس اودانل)، انسان‌هایی را نشان می‌دهند که پس از نابودی زمین، در زیر اقیانوس‌های زهره پناه گرفته‌اند. این دو اثر در «دانشنامه علمی‌تخیلی» به‌عنوان «ماندگارترین تصویر عامه‌پسند از زهره‌ای اقیانوسی» شناخته شده‌اند؛ اثری که دهه‌ها بعد، ادامه‌ای به نام «جنگل» (۱۹۹۱) نوشتهٔ دیوید دریک برای آن نوشته شد.
آخرین تصویر برجسته از زهره‌ای پوشیده از اقیانوس در داستان «درهای صورتش، چراغ‌های دهانش» (۱۹۶۵) اثر راجر زلازنی دیده می‌شود؛ داستانی که اندکی پس از بی‌اعتبار شدن این تصویر رمانتیک از زهره بر اثر پیشرفت‌های علمی منتشر شد.

### کویر
گروه سوم از نظریه‌های اولیه دربارهٔ شرایط زهره، ابرهای آن را با این فرض توضیح می‌داد که زهره سیاره‌ای داغ و خشک است که جو آن بخار آب را در خود نگه می‌دارد و سطح آن با طوفان‌های گرد و غبار پوشیده شده است. ایدهٔ فراوان بودن آب روی زهره مورد بحث و جنجال بود، و تا سال ۱۹۴۰، روپرت ویلد به تأثیر گلخانه‌ای اشاره کرده بود که ممکن است باعث داغی زهره شود.
تصویر زهره‌ای کویری هرگز به اندازهٔ تصور زهره‌ای باتلاقی یا جنگلی محبوب نشد، اما از دههٔ ۱۹۵۰ به بعد در تعدادی از آثار نمایان شد. رمان طنز «بازرگانان فضا» (۱۹۵۲) نوشته فردریک پول و سیریل کورنبلوت، زهره را به‌عنوان مقصدی جذاب برای مهاجران زمین به رغم محیط خصمانه‌اش معرفی می‌کند. در داستان «ویژهٔ معدنچی» (۱۹۵۹) اثر رابرت شِکلی، سطح کویری زهره برای استخراج منابع مورد بهره‌برداری قرار می‌گیرد.
«پیش از عدن» (۱۹۶۱) اثر آرتور سی. کلارک، زهره را بیشتر داغ و خشک نشان می‌دهد، اما نواحی قطبی آن را کمی خنک‌تر و قابل سکونت برای موجودات سخت‌زی می‌داند. همچنین، رمان «خشم از زمین» (۱۹۶۳) نوشته دین مک‌لاکلین، زهره‌ای خشک و خصمانه را به تصویر می‌کشد که علیه زمین شورش می‌کند.
اگرچه این تصویرهای ناسازگار با زندگی، بازتاب‌دهنده داده‌های علمی نوظهور بودند، اما عموماً شدت شرایط سخت سیاره را دست کم می‌گرفتند.

## تغییر الگو

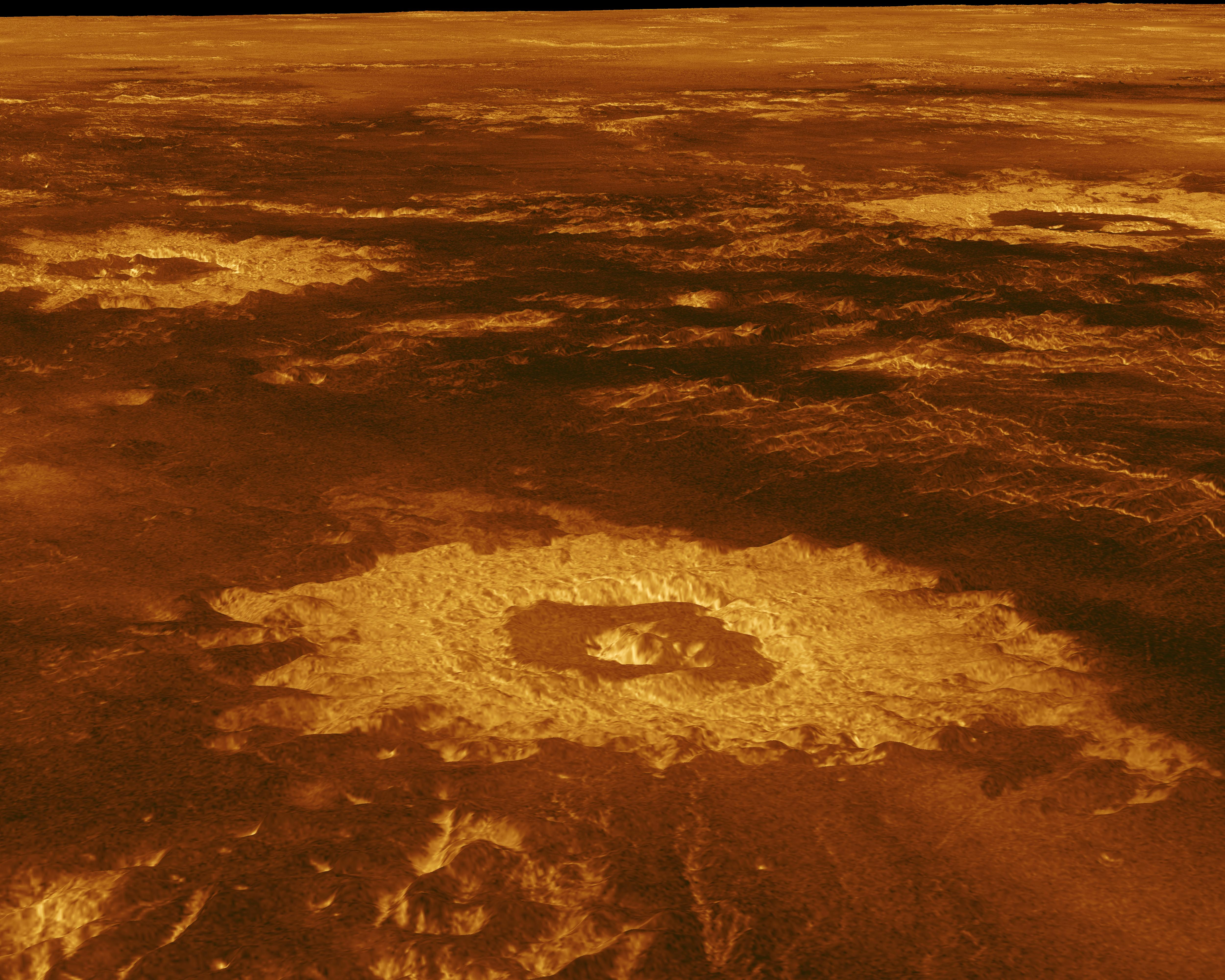
سطح خشک و خالی از سکنه زهره. (تصاویر رادار ماژلان)

از دهه ۱۹۳۰ به بعد، در محافل علمی زندگی روی زهره به طور فزاینده‌ای غیرممکن تلقی شد، زیرا روش‌های پیشرفته‌تر رصد زهره نشان داد که جو آن فاقد اکسیژن است. در عصر فضا، کاوشگرهای فضایی که از مأموریت مارینر ۲ در سال ۱۹۶۲ آغاز شدند، دریافتند که دمای سطح زهره در بازه ۸۰۰ تا ۹۰۰ درجه فارنهایت (۴۰۰ تا ۵۰۰ درجه سانتی‌گراد) قرار دارد و فشار جو در سطح آن چندین برابر فشار جو زمین است. این داده‌ها باعث شد داستان‌هایی که سیاره‌ای با شرایط عجیب اما قابل سکونت را توصیف کرده بودند، منسوخ شوند و علاقه نویسندگان به این سیاره زمانی کاهش یافت که سخت‌زیستی آن بهتر درک شد. برخی آثار حتی زهره را به عنوان بخشی عمدتاً نادیده گرفته شده از منظومه شمسی که به طور کامل کاوش شده است به تصویر کشیده‌اند؛ نمونه‌هایی از این آثار شامل رمان «قرار ملاقات با راما» (۱۹۷۳) اثر آرتور سی. کلارک و سری رمان‌های «گستره» (۲۰۱۱–۲۰۲۱) نوشته جیمز اس. ای. کوری (نام مستعار مشترک دانیل آبراهام و تای فرانک) هستند.

### تصورات نوستالژیک
یک تصویر رمانتیک و قابل سکونت از زهره پیش از مأموریت مارینر برای مدتی در آثار آگاهانه نوستالژیک و رترو ظاهر می‌شد، مانند داستان «درهای صورتش، چراغ‌های دهانش» (۱۹۶۵) اثر راجر زلانی و «به زهره‌ی ملالت بیا» (۱۹۶۵) نوشته توماس ام. دیچ. برایان آلدیس و هری هریسون نیز مجموعه‌ای از آثار پیش از پیشرفت‌های علمی را در کتاب مجموعه «خداحافظ، زهره‌ی شگفت‌انگیز» (۱۹۶۸) گردآوری کردند. تصویر نوستالژیک زهره گهگاه چند دهه بعد نیز دوباره ظاهر شده است: رمان «مردم آسمان» (۲۰۰۶) نوشته اس. ام. استرلینگ در جهانی موازی جریان دارد که نسخه عامه‌پسند و داستانی زهره واقعی است و مجموعه داستان «زهره‌ی قدیمی» (۲۰۱۵) که توسط جرج آر. آر. مارتین و گاردنر دوزوئیس ویرایش شده، آثار تازه‌ای را در سبک داستان‌های قدیمی درباره تصویر منسوخ شده زهره جمع‌آوری کرده است. بازی‌های نقش‌آفرینی «فضا: ۱۸۸۹» (۱۹۸۹) و «وقایع جهش‌یافته» (۱۹۹۳) نیز از تصویر رترو و عمدتاً نوستالژیک زهره استفاده کرده‌اند.

## بقای انسان

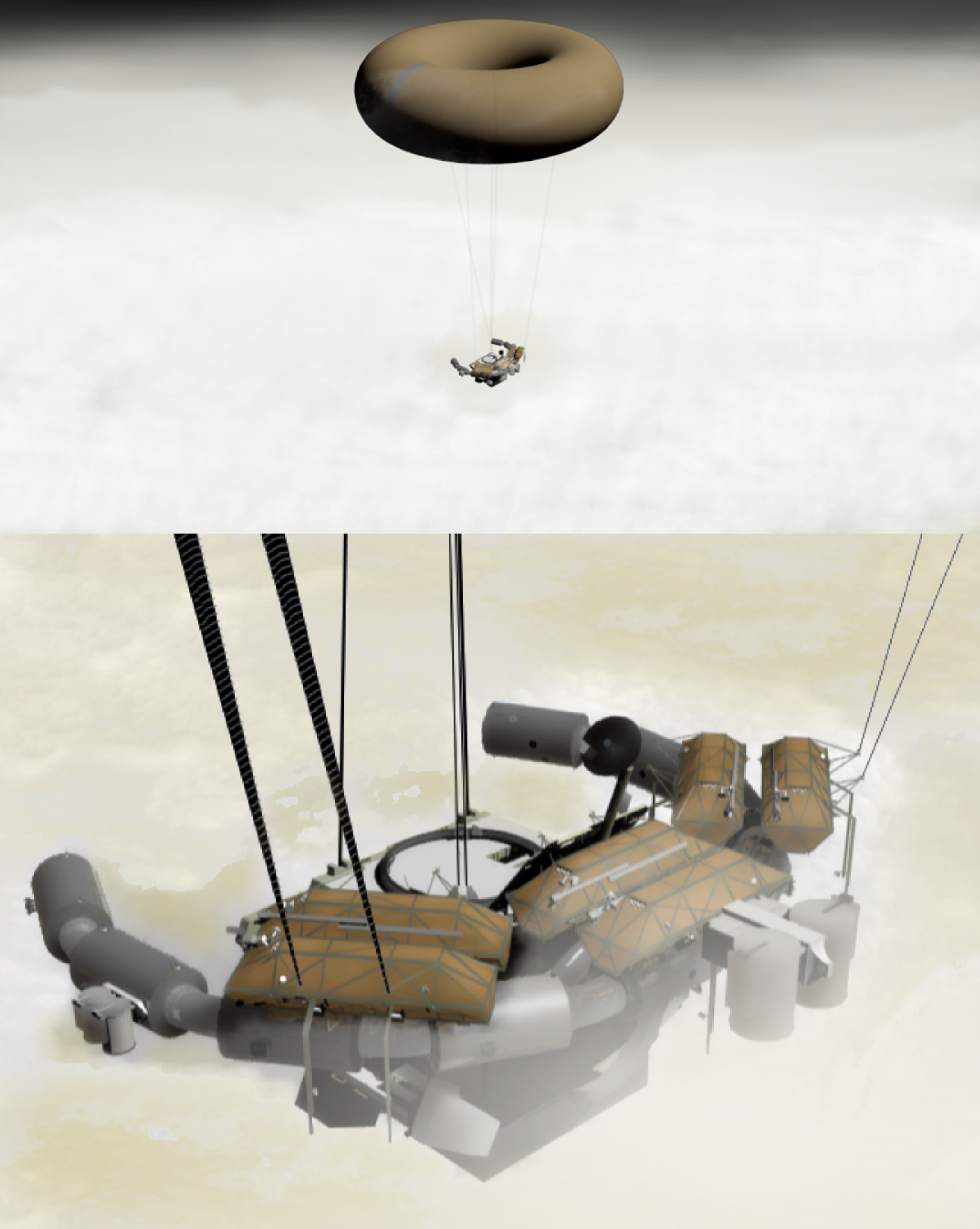
تصور هنری از یک پایگاه شناور فرضی در جو زهره. سکونتگاه‌های شناور از این نوع در آثاری مانند "سلطان ابرها" اثر جفری ای. لندیس دیده می‌شوند.

حتی پیش از آنکه شرایط جهنمی زهره شناخته شود، برخی نویسندگان آن را مکانی تصور می‌کردند که برای انسان‌ها خصمانه است. داستان‌هایی درباره بقا در شرایط کمتر شدیدتر در آثاری مانند «سولارایت» (۱۹۳۰) نوشته جان دبلیو. کمپبل، جایی که دمای سطح بیش از ۱۵۰ درجه فارنهایت (۷۰ درجه سانتی‌گراد) است؛ «تهدید از زحل» (۱۹۳۵) نوشته کلیفتون بی. کروزه، که جو آن سمی است؛ و «پنج نفر علیه زهره» (۱۹۵۲) نوشته فیلیپ لاتهام که داستانی شبیه داستان‌های رابینسون کروزوئه است، دیده شده‌اند. به همین ترتیب، داستان‌های استعمار و سکونت در دهه‌های ۱۹۴۰ و ۱۹۵۰ محبوب بودند و در اواخر قرن بیستم مجدداً با افزایش محبوبیت پروژه‌های خیالی تبدیل شرایط سیاره‌ای (ترافورمینگ) رونق گرفتند.  پس از کشفیات عصر فضا درباره شرایط زهره، داستان‌های علمی‌تخیلی درباره این سیاره عمدتاً بر بقا در محیط خصمانه تمرکز کردند، مانند داستان «در جهنم بی‌حرکت» (۱۹۶۵) نوشته لری نیون. در این داستان‌ها، ابزارهایی برای محافظت در برابر عناصر محیطی وجود دارند که شامل شهرهای گنبدی مانند «در کاسه» (۱۹۷۵) نوشته جان وارلی، لباس‌های محیطی مانند رمان «مرد دو جهان» (۱۹۸۶) اثر برایان و فرانک هربرت، شهرهای شناور مانند داستان «سلطان ابرها» (۲۰۱۰) نوشته جفری اِ. لندیس و «خانه استیکس» (۲۰۲۰) نوشته درک کنسکن، و ایستگاه‌های فضایی می‌شوند.

### مهاجرنشینی
مهاجرنشینی زهره از اواخر دهه ۱۹۲۰ با مقاله جِی. بی. اِس. هالدین تحت عنوان «داوری نهایی» (۱۹۲۷) و داستان «ماجرای زهره» نوشته جان ویندهم (۱۹۳۲) آغاز شد و در دهه‌های بعدی محبوبیت بیشتری یافت. با ظهور شواهد علمی جدید درباره شرایط سخت زهره، استعمار این سیاره به صورت چالشی‌تر از استعمار مریخ به تصویر کشیده شد. چندین نویسنده پیشنهاد کرده‌اند که مهاجران سطح زهره ممکن است مجبور باشند زندگی کوچ‌نشینی داشته باشند تا در موقعیت مناسبی نسبت به خورشید باقی بمانند.
مهاجرنشینی زهره موضوع اصلی در مجموعه سی‌تی (Seetee) جک ویلیامسون (۱۹۴۹–۱۹۵۱)، سه‌گانه رولف گارنر که با ریزرگنت داست (Resurgent Dust، ۱۹۵۳) آغاز می‌شود، و رمان سرزمین ابرهای سرخ (The Land of Crimson Clouds، ۱۹۵۹) از نویسندگان علمی‌تخیلی شوروی، آرکادی و بوریس استروگاتسکی است. در داستان «مرگ گرسنگی» (Hunger Death، ۱۹۳۸) اثر سیماک، مهاجران زهره با بیماری‌ای که به طور عمدی توسط مریخی‌ها وارد شده مقابله می‌کنند. در داستان «منطق امپراتوری» (Logic of Empire) از هاینلاین، کلونی‌ها بر بهره‌کشی از کارگرانی که در بردگی قراردادی گرفتار شده‌اند متکی‌اند. رمان «فرار به زهره» (Escape to Venus، ۱۹۵۶) اثر اس. میک‌پی‌س لت استعمار زهره را به صورت یک دنیای دیستوپیایی به تصویر می‌کشد. داستان «گنبد بزرگ» (Big Dome، ۱۹۸۵) از مارتا رندال، کلونی گنبدی دوباره کشف شده‌ای را روایت می‌کند که در پروژه‌ای پیشین برای تبدیل سیاره به زیست‌پذیر متروک شده بود؛ گیلِت این محیط جنگلی را ادای دینی به تصویر زهره در داستان‌های علمی‌تخیلی اولیه می‌داند. رمان «تهاجم آرام» (The Quiet Invasion، ۲۰۰۰) از سارا زتل، کلونی‌سازی زهره را توسط موجودات فرازمینی که بهتر به شرایط سیاره سازگار شده‌اند، نشان می‌دهد.

### زمینی‌سازی

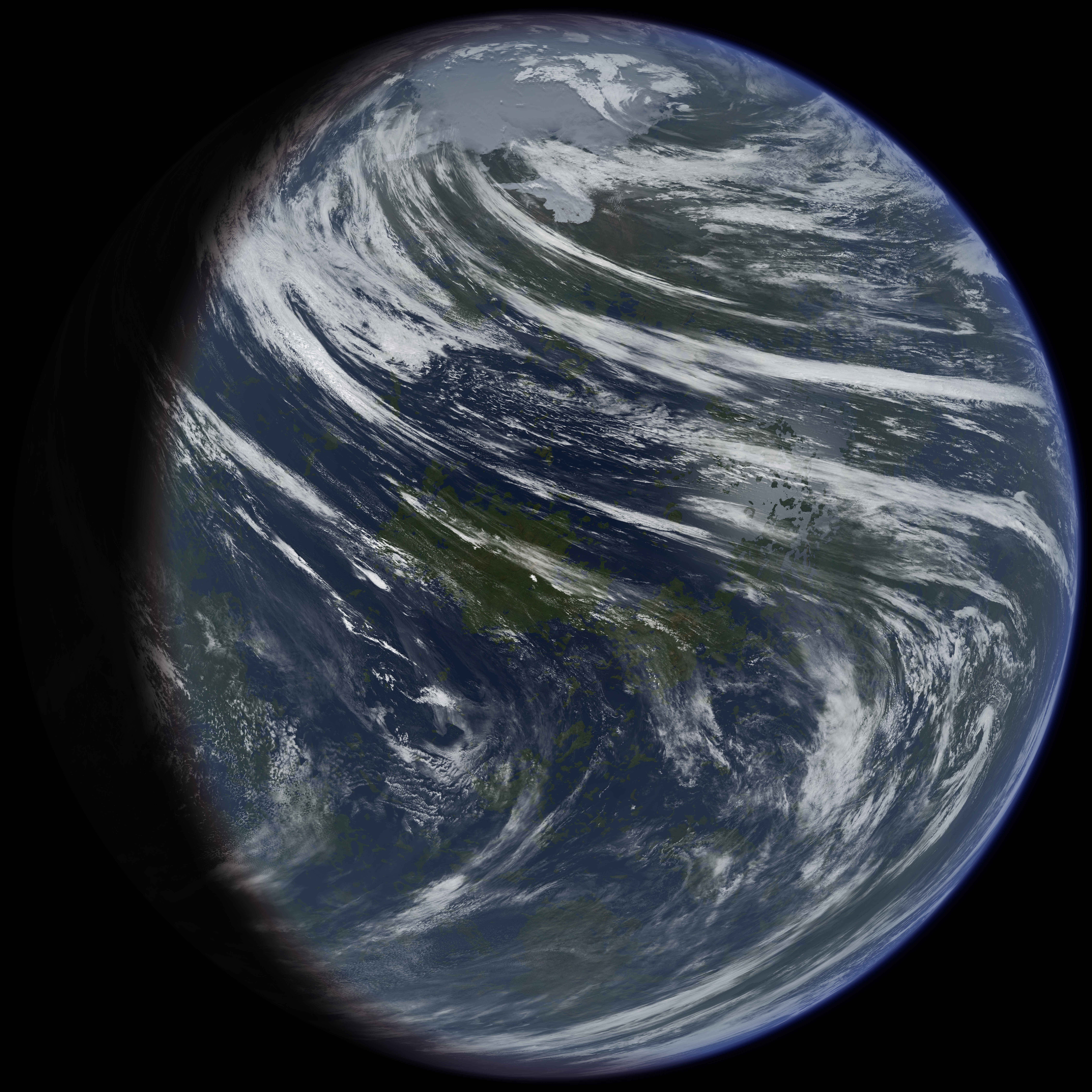
تصور هنری از یک زهره تغییر شکل یافته

با پیشرفت دانش علمی درباره زهره، نویسندگان علمی-تخیلی تلاش کردند همگام با این دانش حرکت کنند، به‌ویژه با تمرکز بر مفهوم تبدیل زیست‌پذیری (ترافورمینگ) زهره. یکی از نخستین پرداخت‌ها به این مفهوم در رمان «آخرین و نخستین انسان‌ها» نوشته استیپلدون دیده می‌شود که در آن فرآیند تبدیل زیست‌پذیری باعث نابودی موجودات زنده‌ای می‌شود که پیش‌تر روی سیاره وجود داشته‌اند. اگرچه زهره امروزه به عنوان یکی از بهترین گزینه‌ها برای زمینی‌سازی شناخته می‌شود، پیش از دهه ۱۹۶۰ نویسندگان علمی-تخیلی دیدگاه خوش‌بینانه‌تری نسبت به زمینی‌سازی مریخ داشتند و به همین دلیل در آثار اولیه مانند «خشم» (Fury) نوشته کاتنر و مور، تبدیل زیست‌پذیری زهره دشوارتر به تصویر کشیده شده است. داستان «باران بزرگ» (The Big Rain) اثر اندرسون (۱۹۵۴) حول تلاش برای ایجاد باران در زهره خشک می‌چرخد و در داستان «ساختن یک جهان» (To Build A World) (۱۹۶۴) او، زهره زیست‌پذیر محل جنگ‌های بی‌شماری برای تصاحب مناطق مطلوب‌تر سطح سیاره می‌شود. دیگر آثار اولیه درباره زمینی‌سازی زهره شامل «جهان نال-آ» (The World of Null-A) اثر آ. ا. ون وگت (۱۹۴۸) و «آسمان برهنه» (The Naked Sky) نوشته جیمز ای. گان (۱۹۵۵) هستند.
تبدیل زیست‌پذیری (ترافورمینگ) زهره در آثار علمی-تخیلی نسبتا نادر است، اگرچه این فرآیند در آثاری مانند «دنیایی در ابرها» (World in the Clouds) نوشته باب باکلی (۱۹۸۰) و «برف‌های زهره» (The Snows of Venus) اثر جی. دیوید نوردلی (۱۹۹۱) به تصویر کشیده شده است، در حالی که آثاری مانند «سایه‌های خورشید سفید» (Shadows of the White Sun) نوشته ری‌مند هریس (۱۹۸۸) و «سپیده‌دم زهره» (Dawn Venus) اثر نوردلی (۱۹۹۵) زهره‌ای زمین‌مانند و پیش‌تر زمینی‌شده را نشان می‌دهند. سه‌گانه زهره نوشته پاملا سرجنت شامل «زهره رؤیاها» (Venus of Dreams) (۱۹۸۶)، «زهره سایه‌ها» (Venus of Shadows) (۱۹۸۸) و «فرزند زهره» (Child of Venus) (۲۰۰۱) فرایند چند نسلی ترافورمینگ ناهید را به‌صورت حماسی روایت می‌کند و با سه‌گانه مریخ کیم استنلی رابینسون (۱۹۹۲–۱۹۹۶) قابل مقایسه است؛ رمان بعدی رابینسون، ۲۳۱۲ (۲۰۱۲) نیز به روند زمینی‌سازی زهره می‌پردازد. در رمان «شبح از بنک‌های بزرگ» اثر کلارک (۱۹۹۱) به بازگشت زهره ترافورم‌شده به حالت طبیعی خود اشاره شده است. در انیمه، تبدیل زیست‌پذیری زهره در فیلم «جنگ‌های زهره» (۱۹۸۹) که ناشی از برخورد دنباله‌داری است که جو سیاره را از بین برده و آب به آن افزوده، و همچنین در سریال تلویزیونی «کابوی بی‌باپ» (۱۹۹۸) که در آن با معرفی گیاهان، جو قابل تنفس ایجاد می‌شود، دیده می‌شود. گیلِت پیشنهاد می‌کند که موضوع زیست‌پذیری زهره بازتابی از تمایل به بازیابی تصویر ساده‌تر و خیال‌پردازانه‌ی آثار قدیمی درباره این سیاره است.

## اشکال حیات

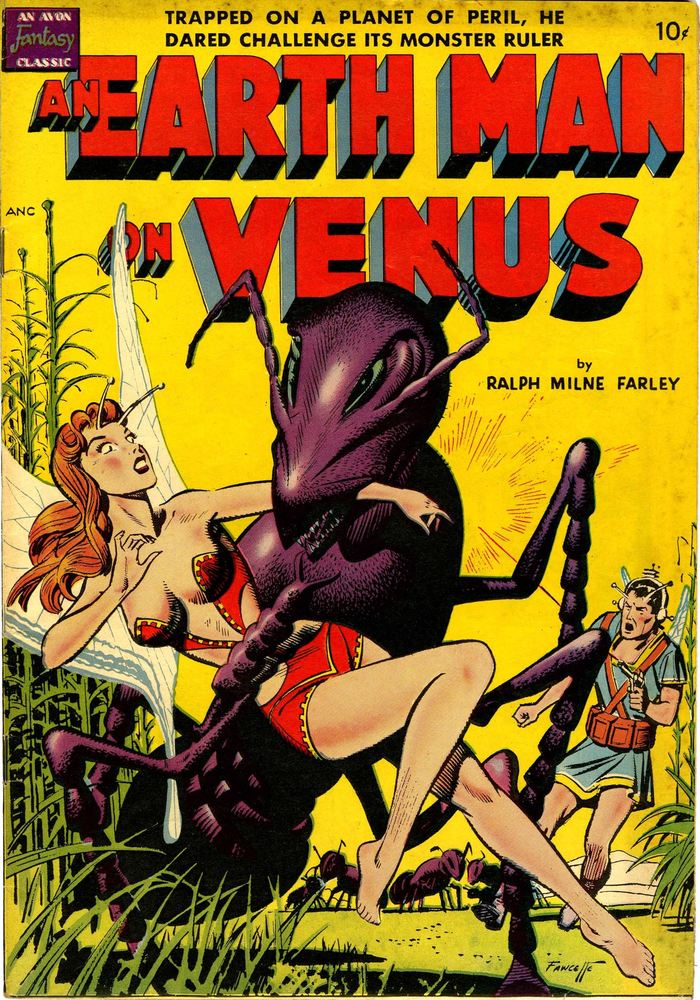
جلد کتاب مصور اقتباسی از کتاب «مرد رادیویی» اثر ایوان در سال ۱۹۵۰، با عنوان «مرد زمینی روی زهره» ، با طرح حیات عجیب و غریب زهره به شکل مورچه‌های غول‌پیکر.

### جانوران
در نوشته‌های اولیه علمی–تخیلی، سیارهٔ زهره اغلب به‌عنوان نسخه‌ای جوان‌تر از زمین به تصویر کشیده می‌شد و معمولاً جانورانی عظیم‌الجثه در آن زندگی می‌کردند. در «سفر به زهره» اثر پاپ (۱۸۹۵)، زهره جهانی گرمسیری با دایناسورها و موجوداتی مشابه آنچه از تاریخ زمین شناخته می‌شود، توصیف شده است. مقاله‌ای در Space Science Reviews (۲۰۲۳) می‌گوید: «در حالی که مریخ نوعی شکوه خشک و بی‌روح داشت، زهره شاید بیش از حد سرشار از حیات بود.»
استنلی جی. واینباوم در داستان «سیارهٔ انگل» (Parasite Planet، ۱۹۳۵) زهره را همراه با اکوسیستمی خشن و سخت نشان داد؛ و دیدگاه‌های او الهام‌بخش نویسندگانی همچون آیزاک آسیموف شد. در داستان لاکسی استار و اقیانوس‌های زهره، آسیموف مستعمره‌نشینان را در حال مواجهه با موجودات مهاجم دریایی به تصویر می‌کشد.
در داستان «درهای صورت او، چراغ‌های دهانش» (The Doors of His Face, the Lamps of His Mouth) اثر زلازنی، محور روایت، مواجهه با یک هیولای عظیم‌الجثه دریایی زهره‌ای است، و در The Deep Range اثر آرتور سی. کلارک (۱۹۵۷)، موجودات دریایی زهره جنبهٔ تجاری یافته‌اند.
در رمان «میان سیاره‌ای» اثر رابرت هاین‌لاین (۱۹۵۱)، زهره محل زندگی اژدهایان است و در فیلم کوتاه Space Ship Sappy (۱۹۵۷) از گروه کمدی Three Stooges، دایناسورها در زهره حضور دارند. همچنین، در فیلم «۲۰ میلیون مایل تا زمین» (۱۹۵۷)، یک هیولای زهره‌ای که توسط کاوشگر فضایی به زمین آورده شده، به انسان‌ها حمله می‌کند.
در برخی از داستان‌های علمی–تخیلی، موجودات ماقبل‌تاریخ در کنار انسان‌نماهای ابتدایی در زهره دیده می‌شوند. در داستان «فراخوانی از فضا» (Summons from Space) از مجموعه «فانوس سبز» (۱۹۵۹)، قهرمانان داستان از ساکنان انسان‌مانند زهره در برابر دایناسورها محافظت می‌کنند. در برنامهٔ تلویزیونی کودکانهٔ بریتانیایی Pathfinders to Venus (۱۹۶۱)، حیات وحش زهره شامل پتروسورهایی شبیه پتروداکتیل و «میمون‌انسان‌»هایی بدوی است. در فیلم ساخت شوروی Planeta Bur (۱۹۶۲)، یک تیم علمی مشترک آمریکا–شوروی به زهره فرستاده می‌شود و آنجا با سیاره‌ای مواجه می‌شود که سرشار از اشکال مختلف حیات است؛ موجوداتی که اغلب شباهت زیادی به گونه‌های زمینی دارند، از جمله ونوسی‌هایی که اگرچه بدوی‌اند، اما نشانه‌هایی از هوش و شعور دارند.
نویسندهٔ علمی–تخیلی، جری پورنل، اشاره کرده بود که داستان‌های اولیهٔ این ژانر سرشار از تصاویر زندگی عجیب و غریب در زهره بودند: «قارچ‌های غلیظی که آدم‌ها را زنده‌زنده می‌خوردند؛ جهانی پر از جانوران عجیب، اژدهاها، دایناسورها و موجودات باتلاقی که شبیه هیولای Black Lagoon* بودند». گیاهان هوشمند در چند داستان ظاهر می‌شوند، از جمله دنباله‌ای بر داستان «سیارهٔ انگل» واینبام با عنوان The Lotus Eaters (۱۹۳۵)، داستان کمیک سوپرمن به‌نام «سه نوجوان کله‌شق» (۱۹۶۲) نوشتهٔ جری سیگل و ال پلاستینو، و قسمت «دست‌های سرد، قلب گرم» از مجموعهٔ تلویزیونی «مرزهای بیرونی» (۱۹۶۴). کرمی هوشمند به نام Mister Mind نیز به عنوان ابرشرور در داستان‌های کاپیتان مارول از انتشارات فاوسِت ظاهر می‌شود. در نیمهٔ دوم قرن بیستم، با روشن شدن وضعیت جهنمی زهره، تصویرپردازی‌ها از حیات در این سیاره عجیب‌تر شد: از «نفت زنده» در داستان «نفت دیوانه» (۱۹۷۵) نوشتهٔ برندا پیرس گرفته، تا جواهرات تله‌پاتیک در داستان In the Bowl اثر جان وارلی، و حتی میکروب‌های معلق در ابرها در رمان «ناهید» (۲۰۰۰) نوشتهٔ بن بووا که بخشی از مجموعهٔ «گرند تور» اوست.

### ونوسی‌ها
در تضاد با تنوعی که در تصویرسازی محیط زهره دیده می‌شود، ساکنان این سیاره در اغلب داستان‌ها به‌صورت انسان یا شبیه‌انسان به تصویر کشیده شده‌اند.  فهرستی از آثار علمی–تخیلی پیش از سال ۱۹۳۶ که توسط اورت فرانکلین بلی‌لر و ریچارد بلی‌لر در منابع مرجع «علمی تخیلی: دوران اولیه» (۱۹۹۰) و «علمی تخیلی: عصر گرنزبک» (۱۹۹۸) گردآوری شده، نمونه‌هایی متنوع را فهرست کرده است: انسان‌هایی با بال و چهره‌ای فرشته‌وار؛ تله‌پات‌ها؛ انسان‌های اولیه (نیمه‌انسان‌ها)؛ انسان‌هایی با شاخک یا بازوهای اضافه؛ انسان‌های پشمالو؛ کوتوله‌ها؛ غول‌ها؛ سانتورها (انسان–اسب‌ها)؛ ماهی‌مردها؛ گربه‌انسان‌ها؛ خزندگان انسان‌نما؛ موش‌مردها و حتی گیاه‌مردها. در برخی آثار که وِنوسی‌ها را کاملاً انسان نشان می‌دهند، توضیح داده شده که این سیاره زمانی توسط تمدن پیشرفته‌ای از زمین مستعمره شده بوده—مثل تمدن آتلانتیس در داستان «شرایدان سفیر می‌شود» (۱۹۳۲) اثر وارن ای. سندرز یا تمدن مصر باستان در رمان «پیشروان زهره» (۱۹۵۷) نوشتهٔ جفری لوید کسل. نمونهٔ مشابهی در رمان علمی–تخیلی لهستانی Zaziemskie światy (۱۹۴۸) از ووادیسواف اوومینسکی دیده می‌شود. کمیک‌های معروف «دن بی‌باک» که از سال ۱۹۵۰ آغاز شدند، نژادی از انسان‌های ربوده‌شده را معرفی می‌کنند که به‌طور ژنتیکی برای زندگی در زهره سازگار شده‌اند. در داستان کمیک Tommy Tomorrow با عنوان Frame-Up at Planeteer Academy (۱۹۶۲)، یک ونوسی با پوست آبی اما در ویژگی‌های انسان‌مانند، به نام Lon Vurian، در نقش دستیار حضور دارد. در کنار این‌ها، بلی‌لرها فهرستی از تصویرسازی‌های عجیب‌تر هم ارائه می‌دهند: ونوسی‌هایی شبیه اختاپوس؛ موجوداتی فیل‌مانند با چهار پا؛ زنبورها، سوسک‌ها، مورچه‌ها و لاروهای هوشمند در ابعاد غول‌پیکر؛ حشرات هیولاوار و حتی «رنگ‌های زنده». در داستان «ابزارها» (۱۹۴۲) نوشتهٔ کلیفورد سیماک، موجودی ونوسی به‌شکل «توده‌ای از گاز رادونِ بی‌جسم که در یک ظرف سربی زندانی شده» توصیف می‌شود.

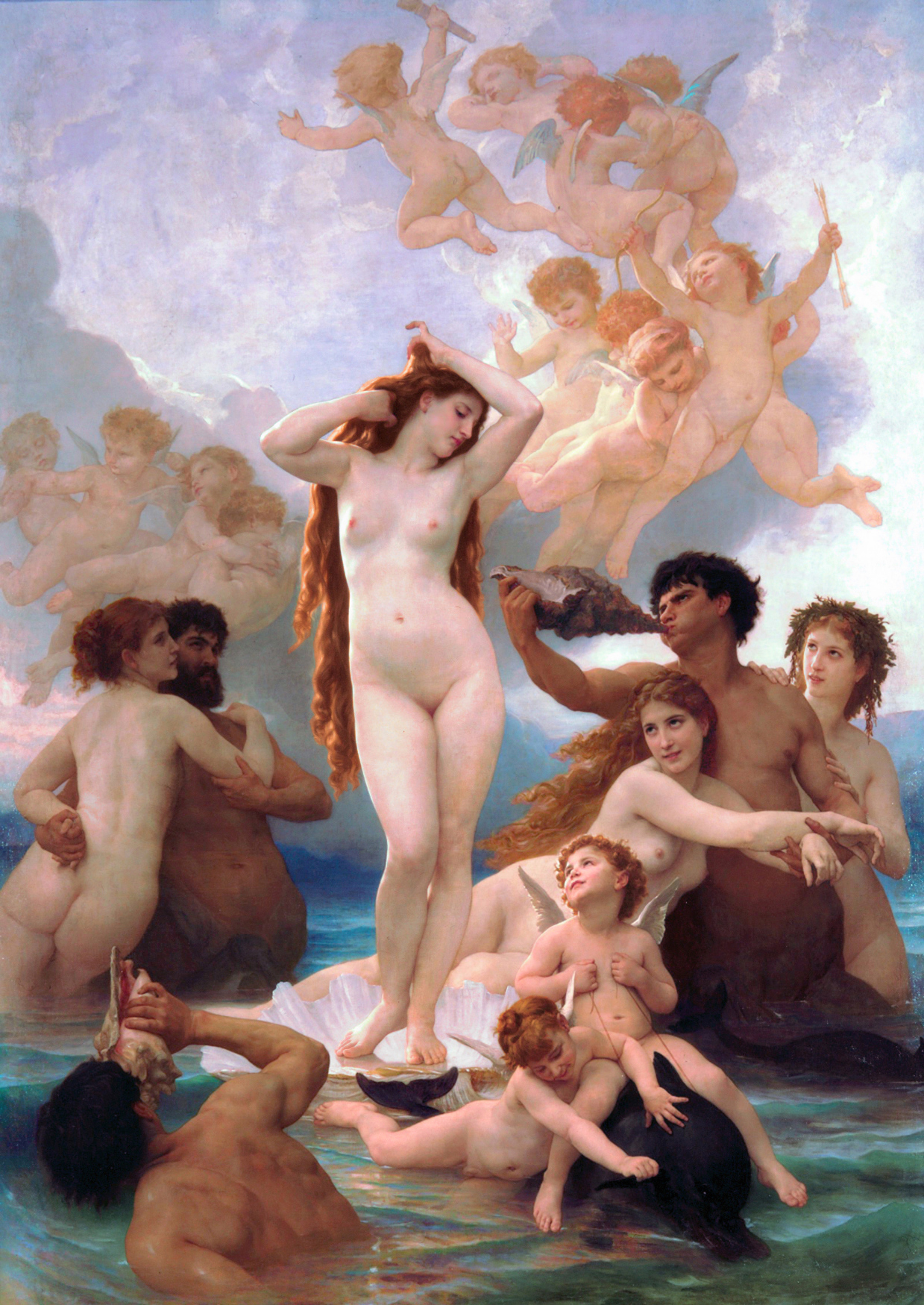
ارتباط سیاره زهره با الهه عشق رومی ممکن است بر تصاویر تخیلی از ونوسی‌ها تأثیر گذاشته باشد. در اینجا نقاشی «تولد زهره» اثر ویلیام-آدولف بوگرو در سال ۱۸۷۹ دیده می‌شود.

شاید به‌خاطر ارتباطی که سیارهٔ زهره با الههٔ رومی عشق، ونوس دارد و حتی نام مشترکشان، موجودات هوشمند ساکن زهره در بسیاری از داستان‌ها، لطیف، اثیری و زیبا توصیف شده‌اند—تصویری که نخستین‌بار در کتاب «گفت‌وگوهایی دربارهٔ چندجهانی‌ها» (۱۶۸۶) نوشتهٔ برنار لو بوویه دو فنتنل ارائه شد. این کلیشه بعدها در آثار دیگری نیز تکرار شد، از جمله «صدایی از جهانی دیگر» (۱۸۷۴) و «نامه‌هایی از سیارات» (۱۸۸۷–۱۸۹۳) نوشتهٔ دبلیو. لاخ-شیرما، که دربارهٔ سفر میان‌سیاره‌ای یک ونوسی بالدار و شبیه فرشته است. همچنین در «ماه‌عسل در فضا» (۱۹۰۰) نوشتهٔ جورج گریفیت، انسان‌ها هنگام بازدید از زهره با ونوسی‌های پرنده‌ای روبه‌رو می‌شوند که با موسیقی با هم ارتباط برقرار می‌کنند.
در رمان ناشناس «روایت سفرها و ماجراهای پل آرمونت میان سیارات» (۱۸۷۳)، یک نژاد از ونوسی‌ها همان موجودات لطیف و زیبا هستند، در حالی‌که نژادی دیگر، بدوی و خشن‌اند. ونوسی‌های بدوی در آثار دیگری هم دیده می‌شوند، مثل «با هواپیما تا خورشید» (۱۹۱۰) نوشتهٔ دونالد هورنر و «فرمانروای جنگ زهره» (۱۹۳۰) اثر فرانک بروکل. از سوی دیگر، ونوسی‌هایی پیشرفته اما شرور نیز در داستان‌هایی چون «پیشتازان زهره» (۱۹۲۸) نوشتهٔ لاندل بارتلت و «با پست هوایی به زهره؛ یا، اسیران مردمی عجیب» (۱۹۲۹) نوشتهٔ روی راک‌وود ظاهر شده‌اند.
تمدن‌های ونوسی در داستان‌های علمی-تخیلی اغلب هم‌سطح با تمدن زمین به تصویر کشیده شده‌اند؛ در مواردی کمتر، پیشرفته‌تر و تنها گاهی اوقات ابتدایی‌تر از زمین نشان داده شده‌اند. تصویرپردازی آرمان‌شهری از زهره رایج است و نمونه‌اش را می‌توان در رمان «سفری به زهره» (۱۸۹۷) اثر جان مانرو دید.
از نظر نوع حکومت، در «تاریخ نژادی از فناناپذیران بی‌خدا» (۱۸۹۱) نوشتهٔ جیمز ویلیام بارلو، یک تمدن سوسیالیستی در زهره به تصویر کشیده شده است. در داستان «ملکه زندگی» (۱۹۱۹) از هومر ایون فلینت، جامعه‌ای آنارشیستی روی زهره روایت می‌شود. و در رمان «بربرهای آبی» (۱۹۳۱) نوشتهٔ استنتون ای. کوبلنتز، جامعه‌ای در زهره با طنز به‌صورت حکومتی سرمایه‌سالار به تصویر کشیده شده است.
برادران بلی‌لر همچنین نمونه‌هایی از جوامع سرمایه‌داری، فئودالی، پادشاهی و مادرسالار را در میان ونوسی‌ها فهرست کرده‌اند.
در رمان «فضانوردان» (۱۹۵۱) اثر نویسنده لهستانی، استانیسلاو لم—که بعدها به فیلمی با همکاری مشترک لهستان و آلمان شرقی با نام «ستاره خاموش» (۱۹۶۰) و سپس نسخه انگلیسی‌شدهٔ آن «اولین سفینه فضایی در زهره (۱۹۶۲) تبدیل شد—یک هیئت فضایی به زهره سفر می‌کند و با محیطی خشک و ویرانه‌های تمدنی روبه‌رو می‌شود که به‌نظر می‌رسد قربانی فاجعه‌ای اتمی شده است.
در مقابل، در داستان «درس تاریخ» (۱۹۴۹) نوشتهٔ آرتور سی. کلارک، ونوسی‌ها به زمین می‌آیند و درمی‌یابند که نوع بشر پیش‌تر به‌دلیل فجایع زیست‌محیطی منقرض شده است.
ارتباط نمادین سیارهٔ زهره با زنان در بسیاری از آثار علمی-تخیلی به شکل‌های گوناگونی نمود پیدا کرده است. در برخی آثار، این سیاره کاملاً یا عمدتاً توسط زنان ساکن شده، مانند داستان «جان اسمیت در ماه چه دید: داستانی کریسمسی برای آن‌هایی که بیست سال پیش کودک بودند» (۱۸۹۳) نوشتهٔ فرد هاروی براون. همچنین در داستان «فتح گولا» (۱۹۳۱) اثر گرترود باروز استون، سیاره زهره تحت سلطهٔ زنان است.
در کتاب‌های کمیک، چندین داستان از شخصیت زن‌پهلوان «واندر وومن» در دههٔ ۱۹۴۰، متحدان زن ونوسی او را به تصویر می‌کشند.
در فیلم‌های «ابوت و کاستلو به مریخ می‌روند» (۱۹۵۳) و «ملکه فضای بیرونی» (۱۹۵۸)، از کلیشهٔ «زهره پر از زنان زیباست» استفاده شده است.
فیلم «سفر به سیاره زنان ماقبل تاریخ» (۱۹۶۸)، که دومین اقتباس انگلیسی‌زبان از فیلم شوروی «سیاره طوفان» محسوب می‌شود (اولی «سفر به سیاره ماقبل تاریخ» در ۱۹۶۵ بود)، زن‌های ونوسی را به‌شکل «پری‌روهایی نیمه‌برهنه با موهای بور، جذاب و اغواگر» به تصویر می‌کشد که دارای قدرت‌های فراطبیعی یا ذهنی‌اند.
موضوع «سفر ونوسی‌ها به زمین» در برخی آثار علمی-تخیلی دیده می‌شود، مانند «صدایی از جهانی دیگر» نوشته لاخ-شیرما و «لوما، شهروند زهره» (۱۸۹۷) اثر ویلیام ویندزور. فیلم بریتانیایی «غریبه‌ای از زهره» (۱۹۵۴) نیز بازدید یک ونوسی را به شکلی مشابه با مریخی فیلم آمریکایی «روزی که زمین آرام گرفت» (۱۹۵۱) به تصویر می‌کشد.
چنین دیدارهایی معمولاً صلح‌آمیز هستند و هدفشان روشنگری بشر است.
با این حال، گاهی اوقات ونوسی‌ها با نیت تسخیر زمین به آن می‌آیند، همان‌طور که در «جنگ ونوس‌ها» (۱۸۹۸) اثر چارلز ال. گریوز و ای. وی. لوکاس – که پارودی‌ای از «جنگ دنیاها»ی هربرت جرج ولز بود – و همچنین در «تارانو، فاتح» (۱۹۲۵) نوشته ری کامینگز و فیلم «هدف: زمین» (۱۹۵۴) دیده می‌شود.
در یکی از داستان‌های دوران طلایی کمیک، شخصیت «ساب-مرینر» از زمین در برابر حمله ونوسی‌های دوزیست دفاع می‌کند.
همچنین، ونوسی‌هایی که با تغییر ظاهر خود را به شکل انسان‌ها درمی‌آورند و در زمین نفوذ می‌کنند، در آثاری چون «سه تن برای تسخیر (۱۹۵۶) اثر اریک فرانک راسل و «لوما، شهروند زهره» حضور دارند.

## همچنین ببینید
- Planets in astrology § Venus
- Venus in culture

## مطالعه بیشتر
- Darlington, Andrew (Autumn 1995).  Lee, Tony (ed.). "Visions of Venus: Lost Legacies from the World of Water". The Planets Project: A Science Fictional Tour of the Solar System. The Zone. No. 3. pp. 30–31. ISSN 1351-5217.
- Fraknoi, Andrew (January 2024). "Science Fiction Stories with Good Astronomy & Physics: A Topical Index". Astronomical Society of the Pacific (7.3 ed.). p. 22. Archived from the original (PDF) on 2024-02-10. Retrieved 2024-03-23.
- Marshall, Rob (Autumn 1995).  Lee, Tony (ed.). "Storm World Views: Cinema SF About Venus". The Planets Project: A Science Fictional Tour of the Solar System. The Zone. No. 3. pp. 32–33. ISSN 1351-5217.
- Stanway, Elizabeth (2023-09-10). "Exo-Dinosaurs". Warwick University. Cosmic Stories Blog. Archived from the original on 2024-03-25. Retrieved 2024-04-20.